# Pailebot

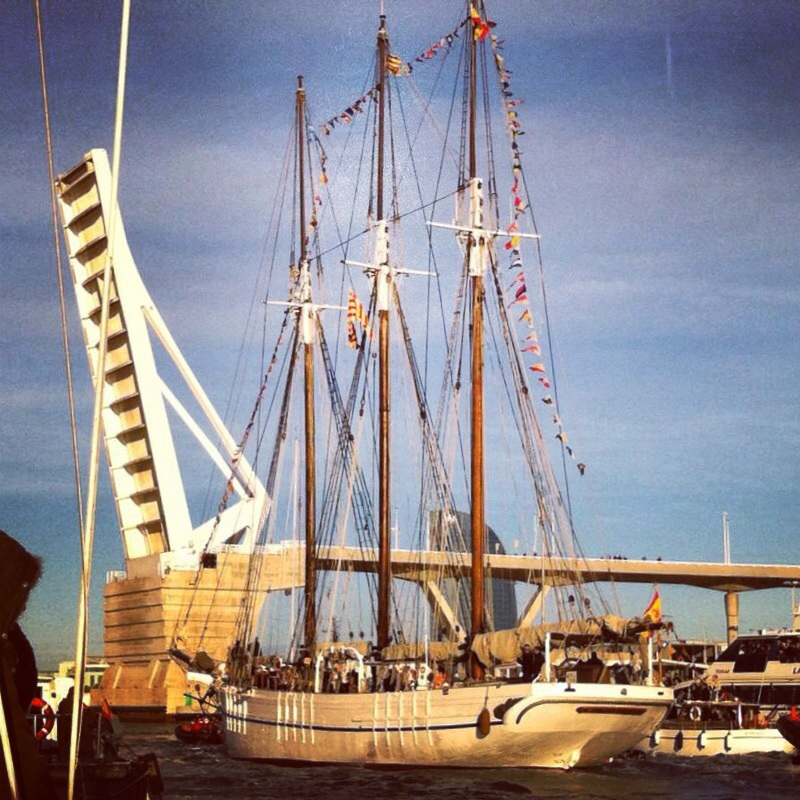
Pailebot Santa Eulàlia entrant al Port de Barcelona, gener 2014

El terme pailebot és un sinònim de goleta. Originalment, en l'època en què els pràctics anaven a vela, es desenvoluparen als Estats Units una mena especial de goletes amb aparells simplificats i fàcils de manejar (en tota mena de temps i de mar) amb una tripulació molt reduïda. A més de ser mariners podien desplaçar-se a gran velocitat. Es tractava dels "pilot boats". D'aquí la paraula pailebot, que derivada directament de l'anglès "pilot's boat". Segons la GEC és una goleta petita, rasa i fina, sense gàbies, no gaire diferent de la goleta pròpiament dita.
En aigües del Mediterrani la denominació s'aplicava a tota mena de goletes. A les Illes Balears alguns pailebots mercants treballaren fins als anys 50 del segle passat.
El Museu Marítim de Barcelona és propietari del pailebot de tres pals, el "Santa Eulàlia", declarat el juny de 2011 bé cultural d'interès nacional.

## Elspilot boatsamericans
Deixant de banda el desenvolupament dels "pilot's boats", molt relacionat amb els clípers de Baltimore, alguns dels veritables pailebots usats pels pràctics nord-americans tenien algunes característiques particulars. El disseny fou imitat a altres països.
El dos pals, major i trinquet, eren molt robustos i estaven molt inclinats cap a popa. Això permetia prescindir de les burdes volants sense haver de patir per la resistència dels pals.
Normalment només tenien un floc, generalment sense recobriment i envergat en una botavara. A vegades aquests flocs eren auto-viradors (No calia tocar les escotes - o, en aquest cas, l'escota- en les virades per avant).
Sovint les cangrees no anaven envergades a la botavara respectiva. Només estaven fermades pels punys d'amura i escota.

## Els pailebots militars
Hi ha nombrosos exemples de pailebots militars. Sovint anaven armats amb un o dos canons i feien tasques d'exploració i enllaç.